# Santa Sé de Echemiazim
Catolicato de Todos os Armênios ou Santa Sé de Echemiazim (armênio: Մայր Աթոռ Սուրբ Էջմիածին, romanizado:  Mayr At'oř Surb Ēĵmiatsin) é a Sede espiritual e administrativa e Sé Matriz da Igreja Apostólica Armênia, estabelecida em 301 d.C. Está sediada em torno da Catedral de Echemiazim em Valarsapate (Echemiazim), Armênia e é a Sé do Patriarca Supremo e Católico de Todos os Armênios, o Primaz da Igreja.

## História

### Origens

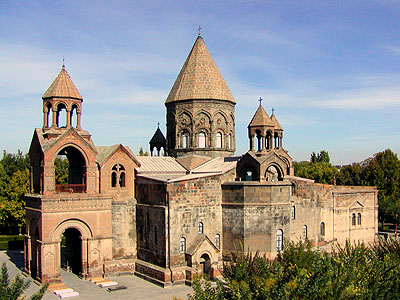
Catedral de Echemiazim

Oficialmente o Catolicato do Armênia foi estabelecido em 301-303.
Quando o Rei Tirídates III fez do Cristianismo a religião do Estado da Armênia entre 301 e 314, não era uma religião inteiramente nova lá. Ele penetrou no país pelo menos desde o século III, e pode ter estado presente ainda mais cedo.
Tiridates nomeou Gregório como Católico da Igreja da Armênia e o enviou a Cesareia para ser consagrado. Em 302, Gregório recebeu a consagração como bispo dos armênios de Leôncio de Cesaréia. Ao retornar, Gregório derrubou santuários de ídolos, construiu templos e mosteiros e ordenou muitos padres e bispos. Enquanto meditava na antiga capital de Valarsapate, Gregório teve uma visão de Cristo descendo à terra e golpeando-a com um martelo. Daquele lugar surgiu um grande templo cristão com uma enorme cruz. Ele estava convencido de que Deus pretendia que ele construísse o principal templo armênio ali. Com a ajuda do Rei, ele o fez de acordo com sua visão, renomeando a cidade Echemiazim, que significa "o lugar da descida do Unigênito".
Inicialmente, a sé armênia participou do mundo cristão mais amplo e foi sufragânea da Metrópole de Cesaréia (segundo fontes bizantinas, mas não armênias).
Com o estabelecimento do Catolicato, todas as comunidades cristãs armênias da Armênia Maior e Menor ficaram sob os cuidados do católico. As Igrejas Georgiana e Albanesa foram "cuidadas" por ele, mas no início do séc. VII a Igreja Georgiana foi separada da Igreja Armênia e convertida em calcedônia, enquanto a Igreja Albanesa foi "armenizada" e mais tarde continuou como Catolicato de Ganzasar (até 1813, quando foi renomeado para metrópole, e suas dioceses ficaram sob a subordinação de Echemiazim). O Catolicato de Todos os Armênios existe desde o século XV, quando as sés diocesanas se formaram na Armênia em diferentes épocas e os catolicatos rivais, assim como muitas dioceses da diáspora armênia, gradualmente reconheceram sua supremacia. Além dos assuntos religiosos, o Catolicato de Todos os Armênios participou da vida nacional, cultural, legal, econômica e muitas vezes política, e durante séculos assumiu a importante missão de sobrevivência da nação na ausência de um Estado.[carece de fontes?]
Em 485, o catolicato foi transferido para a nova capital Dúbio. No século X mudou-se de Dúbio para Zor e depois para Altamar (927), para Arlina (947) e para Ani (992).[carece de fontes?] Após a queda de Ani e do Reino Bagrátida da Armênia em 1045, massas de armênios migraram para a Cilícia. O catolicato, junto com o povo, instalou-se ali. Em 1441, um novo Católico de Todos os Armênios foi eleito em Echemiazim na pessoa de Ciríaco I de Virape da Armênia.[carece de fontes?]

## Estrutura
A estrutura organizacional da Sé de Echemiazim é composta por órgãos espirituais e administrativos que representam a autoridade da Igreja Armênia, como se segue:

### Assembleia Eclesiástica Nacional
Órgão legislativo supremo presidido pelos Católico de Todos os Armênios. Os membros da Assembleia Eclesiástica Nacional são eleitos pelas Assembleias Diocesanas individuais. A Assembleia Eclesiástica Nacional elege os Católicos de Todos os Armênios.

### Conselho dos Bispos
Órgão administrativo-deliberativo presidido pelos Católicos de Todos os Armênios. Faz sugestões sobre questões dogmáticas, religiosas, eclesiásticas, paroquiais e canônicas a serem discutidas como itens da agenda da Assembleia Eclesiástica Nacional.

### Supremo Conselho Espiritual
É o mais alto órgão executivo da Igreja Armênia e é presidido pelo Católico de Todos os Armênios. Os membros do Conselho podem ser eleitos pela Assembleia Eclesiástica Nacional ou nomeados pelos Católico de Todos os Armênios. O Católico de Todos os Armênios, Sua Santidade Jorge V estabeleceu o Conselho Espiritual Supremo em 1.º de janeiro de 1924, para substituir o Sínodo dos Bispos.

### Assembleia Diocesana
É o mais alto órgão legislativo (canônico) de cada Diocese e é chefiado pelo Primaz da Diocese. Os delegados diocesanos (representantes de cada comunidade paroquial) elegem os delegados à Assembleia Eclesiástica Nacional, os membros do Conselho Diocesano, bem como discutem e decidem sobre questões administrativas dentro da Diocese, como comissões, orçamentos, construção, etc. Em algumas Dioceses , a Assembleia Diocesana elege o Primaz da Diocese.

### Conselho Diocesano
É o mais alto poder executivo de uma diocese, presidido pelo Primaz da Diocese. Regula a atividade administrativa interna da Diocese sob a direção do Primaz. A Assembleia Diocesana elege os membros do Conselho Diocesano.

### Irmandade Monástica
Composta pelo clero celibatário do mosteiro que é liderado pelo Abade. Atualmente, existem três irmandades na Igreja Armênia - a Irmandade da Santa Sé de Echemiazim, a Irmandade de São Tiago no Patriarcado Armênio de Jerusalém e a Irmandade da Sé da Cilícia. Cada sacerdote celibatário armênio torna-se membro da irmandade na qual estudou e se ordenou na jurisdição da qual serviu. A irmandade toma decisões sobre os assuntos internos do mosteiro. Cada irmandade elege dois delegados que participam da Assembleia Eclesiástica Nacional.

### Assembleia Paroquial
É a assembleia geral da comunidade presidida pelo pastor espiritual. A Assembleia Paroquial elege ou nomeia os membros da Junta Paroquial e os representantes ou delegados à Assembleia Diocesana.

### Junta Paroquial
É o órgão executivo-administrativo da comunidade. É presidida pelo pároco espiritual da comunidade que assume os assuntos administrativos internos da paróquia e se ocupa na realização de suas atividades administrativas e financeiras. Os membros da Junta Paroquial são eleitos ou nomeados na Assembleia Paroquial.

## Católico de Todos os Armênios

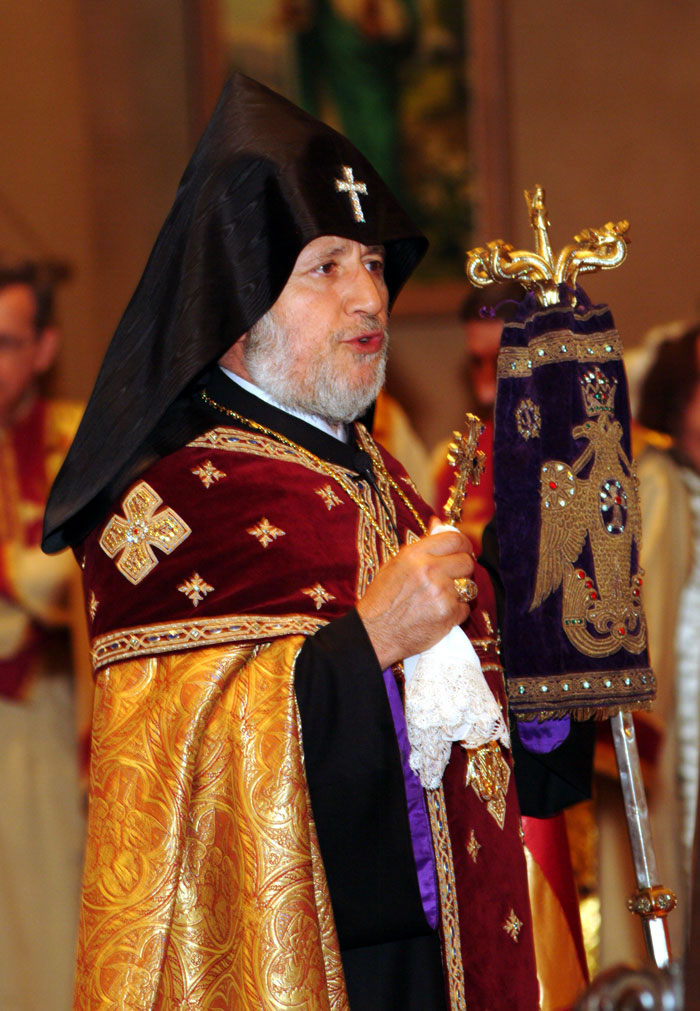
Karekin II

Karekin II (armênio: Գարեգին Բ) é o Católico de Todos os Armênios, o Patriarca Supremo da Igreja Apostólica Armênia, desde 1999.